# Listă de filme cu vampiri
Aceasta este o listă de filme cu vampiri:

## Înainte de 1920
- 1912 - The Secrets of House No. 5 (Rusia)
- 1912 - Vampyrdanserinden (Danemarca)
- 1913 - The Vampire (Statele Unite)
- 1913 - Vampyren (Suedia)
- 1915 - Les Vampires (Franța)
- 1916 - The Village Vampire (Statele Unite)

## Anii 1920
- 1922 - Nosferatu, eine Symphonie des Grauens (Germania)
- 1923 - Drakula halála (Franța/Ungaria/Austria)

## Anii 1930
- 1931 - Dracula (Statele Unite)
- 1931 - Drácula (Spania/Ungaria)
- 1932 - Vampyr - (Germania)
- 1935 - Mark of the Vampire (Statele Unite)
- 1936 - Dracula's Daughter (Statele Unite)

## Anii 1940
- 1943 - Son of Dracula (Statele Unite)

## Anii 1950
- 1953 - Drakula Istanbul'da (Turcia)
- 1956 - Kyuketsuki Ga (Japonia)

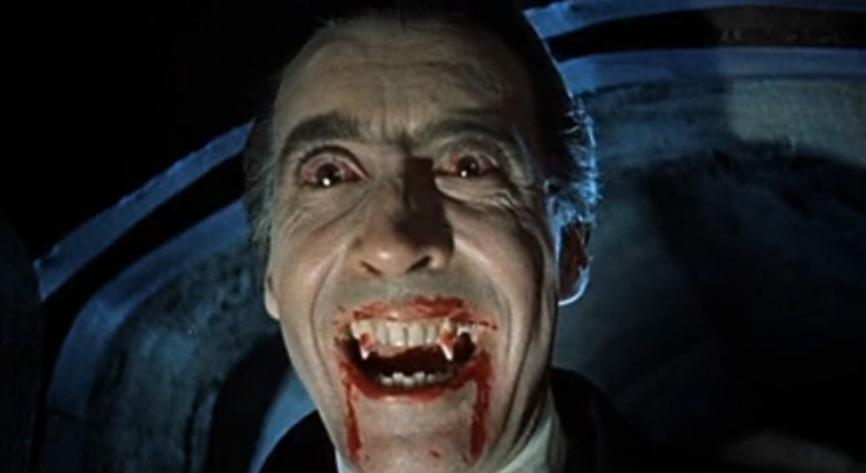
Dracula, 1958

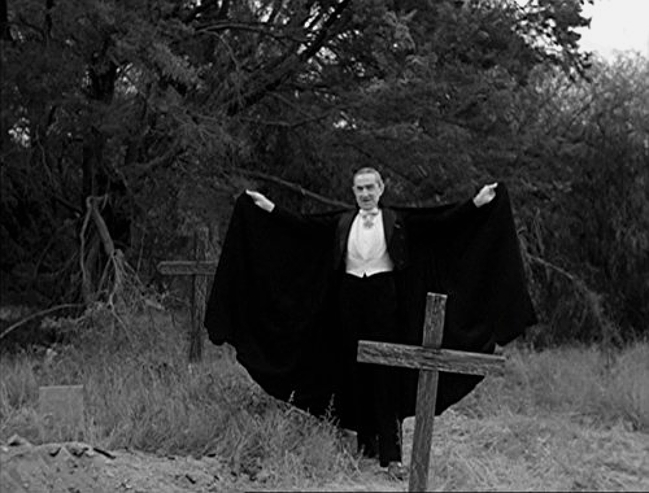
Scenă din Plan 9 from Outer Space, 1959

- 1957 - Blood of Dracula (Statele Unite)
- 1957 - Not of This Earth (Statele Unite)
- 1957 - El Vampiro (Mexic)
- 1957 - I Vampiri (Italia)
- 1958 - Dracula (Marea Britanie)
- 1958 - The Return of Dracula (Statele Unite)

## Anii 1960

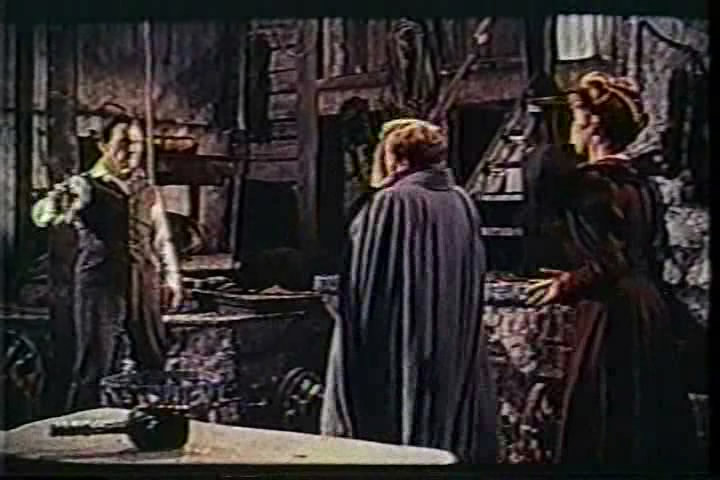
The Brides of Dracula, 1960

- 1960 - La maschera del demonio (Italië)
- 1960 - Et mourir de plaisir (Il Sangue e la rosa) (Franța)
- 1960 - The Brides of Dracula (Marea Britanie)
- 1960 - Seddok, l'erede di Satana (Italia)
- 1961 - Ahkea kkots (Coreea de Sud)
- 1964 - El parque de juegos (Park of Games) (Spania)
- 1966 - Billy The Kid Versus Dracula (Statele Unite)
- 1966 - Dracula: Prince of Darkness (Marea Britanie)
- 1966 - Batman Fights Dracula (Filipine)
- 1967 - The Fearless Vampire Killers or : Pardon me, but your Teeth are in my Neck (GB)
- 1968 - Dracula Has Risen from the Grave (Marea Britanie)
- 1969 - Blood of Dracula's Castle (Statele Unite)
- 1969 - Las vampiras (Mexic)

## Anii 1970

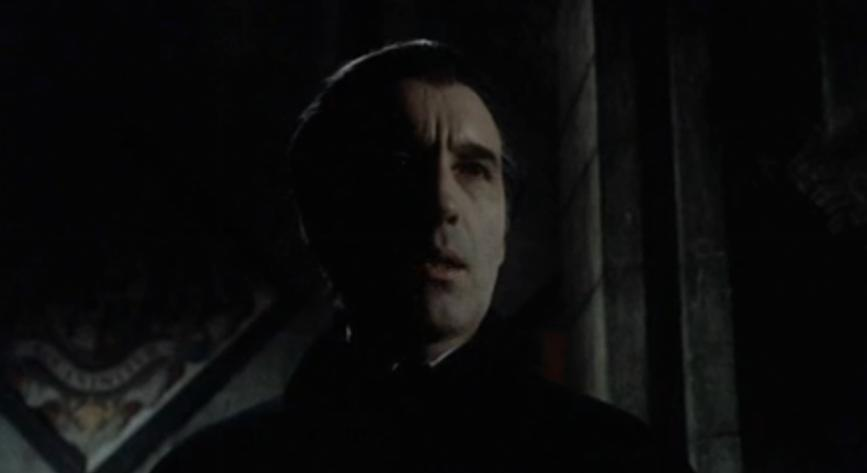
Taste The Blood Of Dracula, 1970

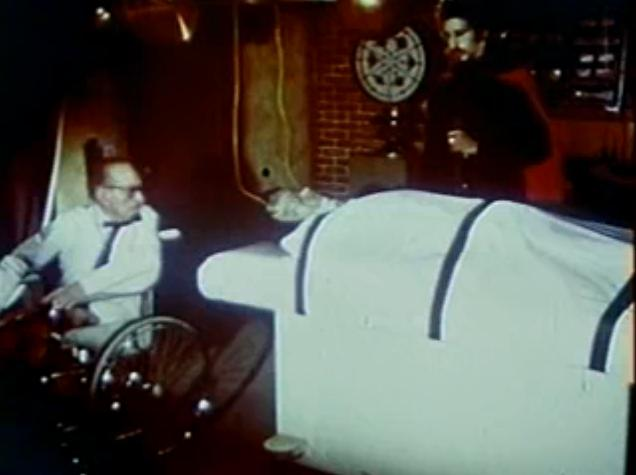
Dracula vs. Frankenstein, 1971

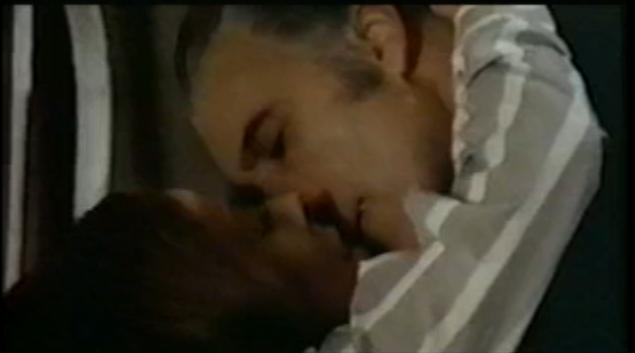
Captură de ecran din The Satanic Rites Of Dracula, 1973

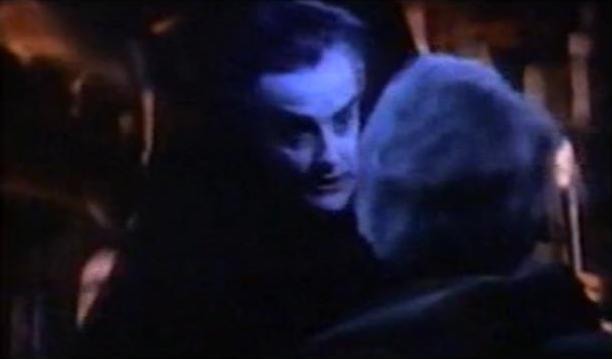
The 7 Brothers Meet Dracula, 1974

- 1970 - Count Dracula (Germania/Marea Britanie/Italia/Spania)
- 1970 - Count Yorga, Vampire (Statele Unite)
- 1970 - Countess Dracula (Marea Britanie)
- 1970 - Cuadecuc, vampir (Spania)
- 1970 - Scars of Dracula (Marea Britanie)
- 1970 - Taste the Blood of Dracula (Marea Britanie)
- 1971 - Countess Dracula (Marea Britanie)
- 1971 - Gebissen wird nur nachts (Germania)
- 1971 - Les Lèvres rouges (Belgia)
- 1971 - Lust for a Vampire (Statele Unite)
- 1971 - Vampiros Lesbos (Spania)
- 1972 - Blacula (Statele Unite)
- 1972 - Dracula A.D. 1972 (Marea Britanie)
- 1972 - Drácula contra Frankenstein (Franța/Spania)
- 1972 - El gran amor del conde Drácula (Spania)
- 1972 - La saga de los Drácula (Spania)
- 1972 - Vampire Circus (Marea Britanie)
- 1973 - Ceremonia sangrienta (Spania)
- 1973 - Female Vampire (Belgia/Franța)
- 1973 - Leptirica (Iugoslavia)
- 1973 - Santo y Blue Demon contra Drácula y el Hombre Lobo (Mexic)
- 1974 - Andy Warhol's Dracula (Franța/Italia)
- 1974 - Captain Kronos - Vampire Hunter (Marea Britanie)
- 1974 - Contes immoraux (Franța)
- 1974 - The Legend of the 7 golden vampires (Marea Britanie)
- 1974 - The Satanic rites of Dracula (Marea Britanie)
- 1974 - Vampira (Marea Britanie)
- 1974 - Vampyres (Marea Britanie)
- 1975 - Deafula (Statele Unite)
- 1978 - Lady Dracula (Germania)
- 1979 - Dracula (Marea Britanie/Statele Unite)
- 1979 - Love at First Bite (Statele Unite)
- 1979 - Nocturna (Statele Unite)
- 1979 - Nosferatu: Phantom der Nacht (Germania/Franța)

## Anii 1980
- 1981 - Doctor Dracula (Statele Unite)
- 1981 - Dracula Exotica (Statele Unite)
- 1983 - The Hunger (Statele Unite)
- 1985 - Fright Night (Statele Unite)
- 1985 - Lifeforce (Statele Unite)
- 1985 - Mr. Vampire (Hong Kong)
- 1985 - !Vampiros en La Habana! (Cuba/Germania/Spania)
- 1986 - Vamp (Statele Unite)
- 1987 - Near Dark (Statele Unite)
- 1987 - The Lost Boys (Statele Unite)
- 1988 - The Lair of the White Worm (Marea Britanie)
- 1988 - My Best Friend Is a Vampire (Statele Unite)
- 1988 - Vampire Princess Miyu (Japonia)
- 1989 - Dracula's Widow (Statele Unite)
- 1989 - Fright Night Part 2 (Statele Unite)

## Anii 1990
- 1991 - I Want to Bite You/From Dracula with Love (Japonia)
- 1991 - Modern Vampires (Statele Unite)
- 1991 - Subspecies, Statele Unite, România
- 1992 - Bram Stoker's Dracula (Statele Unite)
- 1992 - Buffy, spaima vampirilor (Statele Unite)
- 1992 - Innocent Blood (Statele Unite)
- 1992 - Sleepwalkers (Statele Unite)
- 1993 - Dracula Rising (Statele Unite)
- 1994 - Dracula aema (Coreea de Sud)
- 1994 - Embrace of the Vampire (Statele Unite)
- 1994 - Interviu cu un vampir: Cronicile Vampirilor (Statele Unite)
- 1994 - Nadja (Statele Unite)
- 1995 - The Addiction (Statele Unite)
- 1995 - Dracula: Dead and Loving It (Franța/Statele Unite)
- 1995 - Vampire in Brooklyn (Statele Unite)
- 1996 - Bordello of Blood (Statele Unite)
- 1996 - From Dusk Till Dawn (Statele Unite)
- 1997 - Beast City - Vampire Madonna (Japonia)
- 1997 - Stephen King's The Night Flier (Demonul nopții) (Statele Unite)
- 1998 - Blade (Statele Unite)
- 1998 - Razor Blade Smile (Statele Unite)
- 1998 - Vampires (Statele Unite)
- 1999 - Embrace the Darkness (Statele Unite)
- 1999 - From Dusk Till Dawn 2: Texas Blood Money (Statele Unite)

## Anii 2000
- 2000 - Blood: The Last Vampire (Japonia)
- 2000 - Mama are întâlnire cu un vampir (Statele Unite)
- 2000 - Dark Prince: The True Story of Dracula (Statele Unite)
- 2000 - De Kleine Vampier (Germania/Olanda/Statele Unite)
- 2000 - Dracula 2000 (Statele Unite)
- 2000 - From Dusk Till Dawn 3: The Hangman's Daughter (Statele Unite)
- 2000 - Shadow of the Vampire (Marea Britanie/Luxemburg/Statele Unite)
- 2000 - Vampire Hunter D (Japonia)
- 2001 - The Breed (Ungaria/Statele Unite)
- 2001 - The Forsaken (Statele Unite)
- 2002 - Blade II (Statele Unite)
- 2002 - Bloody Mallory (Franța/Spania)
- 2002 - Dracula (Germania/Italia)
- 2002 - Dracula: Pages from a Virgin's Diary (Canada)
- 2002 - Killer Barbys vs. Dracula (Germania/Spania)
- 2002 - Queen of the Damned (Australia/Statele Unite)
- 2002 - The Era of Vampire (Japonia/Hong Kong/Olanda)
- 2002 - Vampires 2 : Los Muertos (Statele Unite)
- 2003 - Dracula II: Ascension (Statele Unite)
- 2003 - Galgali familywa Dracula (Coreea de Sud)
- 2003 - The Twins Effect (Hong Kong)
- 2003 - Underworld (Germania/Ungaria/Marea Britanie/Statele Unite)
- 2003 - Vlad (Statele Unite)
- 2004 - Blade: Trinity (Statele Unite)
- 2004 - Dracula III: Legacy (Statele Unite)
- 2004 - Countess Dracula's Orgy of Blood (Statele Unite)
- 2004 - Dracula 3000 (Germania/Africa de Sud)
- 2004 - Nochnoi Dozor (Night Watch) (Rusia)
- 2004 - Vampires Out For Blood (Statele Unite)
- 2004 - Van Helsing (Statele Unite)
- 2004 - Salem's Lot (Statele Unite)
- 2005 - Blood + Kisses (Statele Unite)
- 2005 - BloodRayne (Germania/Statele Unite)
- 2005 - Vampires: The Turning (Statele Unite)
- 2006 - Dnevnoy dozor (Day Watch) (Rusia)
- 2006 - Underworld: Evolution (Statele Unite)
- 2007 - 30 Days of Night (Statele Unite)
- 2007 - Blade: House of Chthon (Statele Unite)
- 2007 - Lost Boys: The Tribe (Statele Unite)
- 2008 - Twilight (Statele Unite)
- 2008 - Låt den rätte komma in (Suedia) (engleză: Let the right one in)
- 2009 - Underworld: Rise of the Lycans (Statele Unite)
- 2009 - Lesbian Vampire Killers (Anglia)
- 2009 - New Moon (Statele Unite)
- 2009 - Cirque du Freak: The Vampire's Assistant (Circul ororilor: Asistentul vampirului) (Statele Unite)
- 2009 - Transylmania (Statele Unite)

## Anii 2010
- 2010 - Daybreakers
- 2010 - Saga Amurg: Eclipsa  (Statele Unite)
- 2010 - Vampires Suck   (Statele Unite)
- 2010 - Let me in   (Statele Unite). Refacere a filmului norvegian 'Let the Rigt One In' din 2008
- 2010 - Lost Boys: The Thirst
- 2010 - BloodRayne III: The Third Reich
- 2010 - 30 Days of Night: Dark Days
- 2010 - Suck (film)
- 2010 - Stake Land
- 2010 - Immortal (Filipine)
- 2011 - Saga Amurg: Zori de Zi - Partea I (Statele Unite)
- 2011 - Răzbunătorul (Statele Unite)
- 2011 - Vampire Candy (Australia, Coreea de Sud)
- 2011 - The Bleeding
- 2011 - Sun Shadows: Faithful Kiss (Suedia)
- 2011 - Fright Night
- 2011 - We are the Night
- 2012 - Lumea de dincolo: Trezirea la viață (Statele Unite)
- 2012 - Saga Amurg: Zori de Zi - Partea II (Statele Unite)
- 2012 - Sărutul blestemat (Kiss of the Damned)
- 2013 - Îndrăgostiții mor ultimii (Only Lovers Left Alive)
- 2013 - Innocence
- 2014 - The Black Water Vampire
- 2014 - Academia vampirilor
- 2014 - Tribulațiile unor vampiri moderni (What We Do in the Shadows) (Noua Zeelandă)[1]
- 2014 - O fată merge acasă singură în noapte (A Girl Walks Home Alone at Night)
- 2015 - Bloodsucking Bastards
- 2015 - Vampire in Love
- 2015 - Bullets, Fangs and Dinner at 8
- 2015 - Vampirul înșelător (Liar, Liar, Vampire)
- 2016 - The Phantom Hour
- 2017 - Eat Locals
- 2018 - Curse (Shraap 3D)
- 2018 - Tales from the Hood 2
- 2018 - Beautiful Vampire (뷰티풀 뱀파이어)
- 2019 - Bliss
- 2019 - Doctor Sleep
- 2019 - Hellboy

## Televiziune
- Listă de emisiuni de televiziune cu vampiri